# Kearsley
Kearsley – miasto w Anglii, w hrabstwie ceremonialnym Wielki Manchester, w dystrykcie metropolitalnym Bolton. Leży 12 km na północny zachód od centrum miasta Manchester. W 2001 miasto liczyło 9287 mieszkańców.